# Франческо I Аччайоли
Франческо I Аччаюолли (ок. 1440 — ?) — герцог Афинский в 1451—1454 годах.
Франческо был единственным сыном афинского герцога Нерио II и его второй жены Клары Зорци, дочери Николо, маркиза Бодоницы. Он вступил на престол ещё ребёнком, и регентство осуществляла его мать. В 1453 году Клара вышла замуж за знатного венецианца, Бартоломео Контарини, человека жестокого и коварного. Граждане Афин опасались властных амбиций Клары и её нового мужа, и подозревали, что жизнь юного Франческо находится под угрозой. Они упросили турецкого султана Мехмеда II вмешаться и защитить маленького герцога. Султан, на правах сюзерена Афинского герцога, вызвал Бартоломео Контарини и Франческо к себе в Адрианополь. Здесь он объявил себя опекуном Франческо и оставил его при себе. Клара Зорци и Контарини были лишены прав регентства. Престол в Афинах султан передал кузену Франческо, Франческо II, сыну герцога Антонио II.
Герцог Франческо I навсегда остался при османском дворе, и вероятно, принял ислам.